# Tu parles trop
Singles de Richard Anthony
Jéricho
(1960) Itsi Bitsi, petit bikini
(1960)
Singles de Johnny Hallyday
Kili watch
(1960) Oui mon cher
(1961)
Singles de Les Chaussettes noires
Daniela
(1961)
Tu parles trop est une chanson emblématique du début des années 1960 en France. Écrite par le parolier Georges Aber, Tu parles trop, adaptation française du titre You Talk Too Much par Joe Jones en 1960, connaît de nombreuses versions, parues quasiment en simultané, par différents artistes, notamment Richard Anthony, Johnny Hallyday, Frankie Jordan et Les Chaussettes noires, dont elle est, début 1961, l'un des titres phare de leur premier disque.

## Histoire
Rolf Marbot détient - pour la France - les droits d'éditions de You Talk Too Much et plusieurs paroliers s'essaient à l'adapter en français : Pierre Delanoë, Jacques Plante (dont les versions ne séduisent pas l'éditeur) et Georges Aber. Ce dernier, alors quasi-débutant face à deux auteurs reconnus, ne croit guère en ses chances de « pouvoir faire mieux », quand il a l'idée d'ajouter au texte des « bla bla bla » qui ponctuent les couplets, soulignant ainsi plus encore l'insignifiance et la non-pertinence des propos malvenus de la demoiselle auquel s'adresse l'interprète. L'astuce plaît à Rolf Marbot et Georges Aber l'emporte sur ses aînés.
En 1960 et 1961, plusieurs versions par différents interprètes se succèdent et/ou se font concurrence sur les ondes et chez les disquaires et s'il n'est pas aisé d'établir qui fut le premier interprète, on remarque les versions de Dario Moreno et de Richard Anthony.
En janvier 1961 sortent tour à tour, les versions plus rock 'n' roll de Johnny Hallyday et d'un nouveau groupe nommé Les Chaussettes noires, précédant celle de Frankie Jordan qui, en mars, voit paraître également son premier disque.
L'année suivante, c'est au tour du groupe Tony Mars et les blousons noirs de publier une nouvelle version,.

## La chanson
Le narrateur se plaint à sa petite amie de l'insignifiance de ses paroles, de ce flot continu, maladroit et gaffeur, qui lui fait dire « bien fort, ce que l'on pense tout bas » ou encore faire des confidences au percepteur... Malgré ce défaut, son sentiment pour elle ne faiblit pas, car il lui déclare « lorsqu'il s'agit d'amour, elle peut, parler nuit et jour, là, non, c'est jamais trop » (paroles Georges Aber).
Malgré l'apparente insignifiance des paroles, en 1961, en Algérie, l'OAS, débutait ses émissions pirates radiodiffusées par la version des Chaussettes noires et son leitmotiv « Tu parles trop ».

## Discographie

### Richard Anthony
mars 1960 :
- super 45 tours Columbia ESRF 1264 : Tu parles trop - Cliqueti-clac - Va faire un p’tit tour chez les Grecs - Clin d’œil

### Johnny Hallyday
janvier 1961 :
- super 45 tours Vogue EPL 7824 : Tu parles trop - Une boum chez John - Bien trop timide - Oui mon cher
- 45 tours promo Vogue 45810 : Tu parles trop - Bien trop timide

1er février 1961 :
- album Nous les gars, nous les filles

En 1982, Johnny Hallyday réenregistre l'ensemble des chansons publiées entre 1960 et 1961 par Vogue : Version 82

### Les Chaussettes noires
janvier 1961 :
- super 45 tours Barclay 70369 : Tu parles trop - Si seulement - Be-Bop-A-Lula (version française) - Tant pis pour toi
- 45 tours promo Barclay 60261 : Be Bop A lula - Tu parles trop

avril 1961 :
- 33 tours 25cm 100 % rock

#### Eddy Mitchell
Eddy Mitchell inclut Tu parles trop dans un medley (voir les albums live) :
- 1994 : Retrouvons notre héros Eddy Mitchell à Bercy
- 2011 : Ma dernière séance

## Réception
La version de Richard Anthony se classe en 1960 à la 1re place des hits parades et y reste durant 3 semaines ; elle demeure dans le top 10 4 semaines et 19 dans le top 100 (selon InfoDisc).
Celle des Chaussettes noires atteint en 1961 la 9e place ; elle est présente dans le top 10 durant 4 semaines et 20 dans le top 100 (selon Infodisc).